# Torneo Transición de la Segunda División Profesional de Chile 2013
El Campeonato Nacional de Segunda División de Fútbol Profesional 2013 o Torneo Transición Segunda División Profesional 2013 fue el II torneo de la Segunda División Profesional de la serie C del fútbol chileno y que lo organiza la Asociación Nacional de Fútbol Profesional de Chile (ANFP). Comenzó el 22 de febrero y tiene su fecha de término el día 2 de junio. El carácter de transición, será para luego, en el segundo semestre, dar paso al nuevo torneo el cual adoptará el calendario europeo (al igual que en Primera División), iniciando con la temporada 2013-14 por primera ocasión en el fútbol chileno.
En cuanto a las escuadras que participaron por primera vez en su historia en este torneo estas son: Deportes Puerto Montt, equipo que descendió de la Primera B 2012, en conjunto con las provenientes de Tercera División, estos son los equipos de Deportes Linares, Deportes Valdivia, San Antonio Unido y Trasandino. Estas instituciones se suman a las tres provenientes de la temporada anterior para dar un total de 8 equipos profesionales con posibilidad de ascenso.
Participarán cuatro equipos filiales Unión Española B, Colo-Colo B y Audax Italiano B agregándose el equipo filial de Ñublense B.
Lo único que se mantiene de la temporada anterior, es que los equipos filiales juegan como invitados, por lo que no tendrán derecho a ascender.
Desde el segundo semestre Deportes Temuco asciende por vía deportiva a la Primera B, debido a que el club se fusionó con Unión Temuco tras la fusión de ambos clubes acordada en marzo del 2013. Ocupará su lugar en la próxima temporada en esta división un equipo filial.

## Aspectos generales

### Modalidad
Juegan bajo la modalidad de todos contra todos en 2 ruedas, mediante partidos de ida y vuelta completando un total de 22 fechas.
El equipo profesional que más puntos consiga será declarado campeón de este Torneo y jugará la Liguilla de Promoción contra el equipo que termine último en la Tabla de Descenso de Primera B 2013.

## Ascensos y descensos
| Pos                         | a Primera B 2013 |
| --------------------------- | ---------------- |
| 1º (Ganador Liguilla final) | Deportes Copiapó |

| Pos | a Segunda División 2013 |
| --- | ----------------------- |
| 14º | Deportes Puerto Montt   |

| Pos                         | a Segunda División 2013 |
| --------------------------- | ----------------------- |
| 1º Fase Final               | Trasandino              |
| 2º Fase Final               | Deportes Linares        |
| 3º Fase Final               | San Antonio Unido       |
| Playoffs Por el 5º ascenso. | Deportes Valdivia       |

| Pos | Desafiliados                 |
| --- | ---------------------------- |
|     | Provincial Osorno (Extinto)  |
|     | Fernández Vial (Desafiliado) |

Nota: Provincial Talagante ascendió a esta categoría por llegar 4º en la Fase Final, sin embargo, debido a problemas económicos y presupuestarios decidió no ingresar por primera vez a esta categoría y no ingreso por primera vez al profesionalismo.

## Equipos participantes Torneo 2013
|                                              | Deportes Linares      | Bandera de Chile     | Jaime Nova             |  | Linares                  | Fiscal de Linares               | 7.000  | Bandera de Chile      | Romma                 | Bandera de Chile  | Multihogar              |
|                                              | Deportes Melipilla    | Bandera de Chile     | Luis Fredes            |  | Melipilla                | Roberto Bravo Santibáñez        | 6.500  | Bandera de Chile      | Training Professional | Bandera de Chile  | Ariztia                 |
|                                              | Deportes Puerto Montt | Bandera de Chile     | Gino Valentini         |  | Puerto Montt             | Regional de Chinquihue          | 10.000 | Bandera de Chile      | Evensport             | Bandera de Chile  | PF                      |
|                                              | Deportes Temuco       | Bandera de Chile     | Francisco Huerta       |  | Temuco                   | Germán Becker                   | 18.500 | Bandera de Brasil     | Penalty               | Bandera de Chile  | Frigorífico Temuco S.A. |
|                                              | Deportes Valdivia     | Bandera de Argentina | Ricardo Lunari         |  | Valdivia                 | Parque Municipal                | 5.397  | Bandera de Inglaterra | Umbro                 | Bandera de Chile  | Techo                   |
|                                              | Iberia                | Bandera de Chile     | Ronald Fuentes         |  | Los Ángeles              | Municipal de Los Ángeles        | 4.150  | Bandera de Chile      | NorWest               | Bandera de Chile  | Essbio                  |
|                                              | San Antonio Unido     | Bandera de Chile     | Luis Pérez             |  | San Antonio              | Municipal de El Quisco          | 2.000  | Bandera de Brasil     | Dalponte              | Bandera de Chile  | Puerto Central          |
|                                              | Trasandino            | Bandera de Chile     | Hernán Sáez            |  | Los Andes                | Regional de Los Andes           | 2.800  | Bandera de Italia     | Lotto                 | Bandera de Chile  | Steel Ingeniería        |
|                                              | Audax Italiano B      | Bandera de Chile     | Alejandro De la Fuente |  | Santiago (La Florida)    | Municipal de La Florida         | 12.000 | Bandera de Italia     | Diadora               | Bandera de Chile  | Traverso S.A.           |
|                                              | Colo-Colo B           | Bandera de Chile     | Hugo Balladares        |  | Santiago (Macul)         | Monumental                      | 47.017 | Bandera de Inglaterra | Umbro                 | Bandera de Chile  | Cristal                 |
|                                              | Ñublense B            | Bandera de Chile     | Marcos Sepúlveda       |  | Chillán                  | Monumental Arístides Bahamondes | 5.000  | Bandera de Alemania   | Uhlsport              | Bandera de Chile  | PF                      |
|                                              | Unión Española B      | Bandera de Chile     | José Luis Sánchez      |  | Santiago (Independencia) | Santa Laura                     | 22.000 | Bandera de España     | Joma                  | Bandera de España | Universidad SEK         |
| Datos actualizados al día 26 de mayo de 2013 |                       |                      |                        |  |                          |                                 |        |                       |                       |                   |                         |

### Cambios de entrenadores
| Equipo       | Entrenadores    | Fecha | Fecha              |
| ------------ | --------------- | ----- | ------------------ |
| Puerto Montt | Nelson Mores    | 1º    | 3º                 |
| Puerto Montt | Gino Valentini  | 4º    | Fin del Campeonato |
| Colo-Colo B  | Hugo González   | 1º    | 6º                 |
| Colo-Colo B  | Hugo Balladares | 7º    | Fin del Campeonato |

## Equipos porregión
| Región        | Equipos                                                                  |
| ------------- | ------------------------------------------------------------------------ |
| Metropolitana | - Deportes Melipilla - Audax Italiano B - Colo-Colo B - Unión Española B |
| Valparaíso    | - San Antonio Unido - Trasandino                                         |
| Biobío        | - Iberia - Ñublense B                                                    |
| Maule         | - Deportes Linares                                                       |
| Araucanía     | - Deportes Temuco                                                        |
| Los Ríos      | - Deportes Valdivia                                                      |
| Los Lagos     | - Deportes Puerto Montt                                                  |

| Trasandino San Antonio Unido Deportes Melipilla Colo-Colo B Unión Española B Audax Italiano B Deportes Linares Ñublense B Iberia Deportes Temuco Deportes Valdivia Deportes Puerto Montt |

### Fase Grupal
| Equipos Profesionales | Equipos Filiales                                                 |
| - Deportes Linares - Deportes Melipilla - Deportes Puerto Montt - Deportes Temuco - Deportes Valdivia - Iberia - San Antonio Unido - Trasandino | - Audax Italiano B - Colo Colo B - Ñublense B - Unión Española B |
| --- | ---------------------------------------------------------------- |

## Tabla de posiciones
Fecha de actualización: 25 de mayo de 2013
| Pos. | Equipos               | Pts. | PJ | PG | PE | PP | GF | GC | Dif. |
| ---- | --------------------- | ---- | -- | -- | -- | -- | -- | -- | ---- |
| 1.   | Iberia                | 48   | 22 | 15 | 3  | 4  | 40 | 21 | 19   |
| 2.   | Trasandino            | 43   | 22 | 13 | 4  | 5  | 36 | 25 | 11   |
| 3.   | Audax Italiano B      | 42   | 22 | 13 | 3  | 6  | 51 | 34 | 17   |
| 4.   | Deportes Temuco       | 42   | 22 | 13 | 3  | 6  | 45 | 30 | 15   |
| 5.   | San Antonio Unido     | 37   | 22 | 11 | 4  | 7  | 39 | 27 | 12   |
| 6.   | Colo-Colo B           | 36   | 22 | 12 | 0  | 10 | 38 | 31 | 7    |
| 7.   | Deportes Puerto Montt | 30   | 22 | 8  | 6  | 8  | 33 | 25 | 8    |
| 8.   | Deportes Valdivia     | 26   | 22 | 7  | 5  | 10 | 26 | 29 | -3   |
| 9.   | Deportes Linares      | 24   | 22 | 7  | 3  | 12 | 35 | 39 | -4   |
| 10.  | Ñublense B            | 17   | 22 | 5  | 2  | 15 | 29 | 57 | -28  |
| 11.  | Deportes Melipilla    | 15   | 22 | 3  | 6  | 13 | 31 | 55 | -24  |
| 12.  | Unión Española B      | 14   | 22 | 3  | 5  | 14 | 24 | 54 | -30  |

|  | |
|  | Campeón, jugó la Liguilla de Promoción con el último de la tabla de descenso de Primera B 2013. |
|  | Clubes Filiales. |
|  | Desaparece por fusión con Unión Temuco). El nuevo club se llamó Temuco (en vez de ser, por ejemplo, Temuquenses Unidos, u otro que no llevase a confusión), el cual ingresó a la categoría del fusionante más jerarquizado, que era la Primera B de Unión Temuco. |

## Evolución de la clasificación
| Equipo / Fecha        | 01 | 02 | 03 | 04 | 05 | 06 | 07 | 08 | 09 | 10 | 11 | 12 | 13 | 14 | 15 | 16 | 17 | 18 | 19 | 20 | 21 | 22 |
| --------------------- | -- | -- | -- | -- | -- | -- | -- | -- | -- | -- | -- | -- | -- | -- | -- | -- | -- | -- | -- | -- | -- | -- |
| Iberia                | 5  | 3  | 3  | 2  | 2  | 1  | 4  | 1  | 1  | 1  | 1  | 1  | 1  | 1  | 1  | 1  | 1  | 1  | 2  | 1  | 1  | 1  |
| Trasandino            | 4  | 5  | 5  | 4  | 4  | 4  | 2  | 3  | 4  | 4  | 4  | 3  | 3  | 3  | 3  | 3  | 3  | 3  | 1  | 4  | 2  | 2  |
| Audax Italiano B      | 12 | 7  | 9  | 10 | 12 | 12 | 9  | 8  | 7  | 5  | 6  | 5  | 4  | 4  | 4  | 4  | 4  | 4  | 4  | 2  | 4  | 3  |
| Deportes Temuco       | 6  | 4  | 2  | 3  | 3  | 2  | 3  | 4  | 2  | 2  | 2  | 2  | 2  | 2  | 2  | 2  | 2  | 2  | 3  | 3  | 3  | 4  |
| San Antonio Unido     | 3  | 6  | 8  | 6  | 6  | 8  | 6  | 5  | 5  | 6  | 7  | 6  | 5  | 5  | 6  | 6  | 5  | 6  | 6  | 5  | 5  | 5  |
| Colo-Colo B           | 1  | 1  | 1  | 1  | 1  | 3  | 1  | 2  | 3  | 3  | 3  | 4  | 6  | 6  | 5  | 5  | 6  | 5  | 5  | 6  | 6  | 6  |
| Deportes Puerto Montt | 10 | 10 | 10 | 11 | 7  | 5  | 5  | 6  | 6  | 7  | 5  | 7  | 7  | 7  | 7  | 7  | 7  | 8  | 7  | 7  | 7  | 7  |
| Deportes Valdivia     | 11 | 9  | 6  | 7  | 8  | 9  | 7  | 7  | 8  | 8  | 9  | 8  | 8  | 9  | 9  | 8  | 8  | 7  | 8  | 8  | 8  | 8  |
| Deportes Linares      | 2  | 2  | 4  | 5  | 5  | 6  | 8  | 9  | 10 | 9  | 10 | 10 | 9  | 8  | 8  | 9  | 9  | 9  | 9  | 9  | 9  | 9  |
| Ñublense B            | 9  | 12 | 7  | 9  | 11 | 7  | 10 | 11 | 11 | 10 | 8  | 9  | 10 | 10 | 10 | 10 | 10 | 11 | 10 | 10 | 11 | 10 |
| Deportes Melipilla    | 8  | 11 | 11 | 8  | 9  | 11 | 12 | 10 | 9  | 11 | 12 | 12 | 12 | 12 | 12 | 11 | 11 | 12 | 12 | 11 | 10 | 11 |
| Unión Española B      | 7  | 8  | 12 | 12 | 10 | 10 | 11 | 12 | 12 | 12 | 11 | 11 | 11 | 11 | 11 | 12 | 12 | 10 | 11 | 12 | 12 | 12 |

Nota: No siempre los partidos de cada jornada se juegan en la fecha programada por diversos motivos. Sin embargo, la evolución de la clasificación de cada equipo se hace bajo el supuesto de que no hay aplazamiento.

## Resultados

### Primera rueda
|  | Audax Italiano B  | 0 - 3 | Colo-Colo B           |  | Municipal de La Florida  | Rodolfo Salas      | 22 de febrero | 18:30 |
|  | San Antonio Unido | 3 - 2 | Deportes Melipilla    |  | Municipal de Puente Alto | José Cabero        | 23 de febrero | 15:30 |
|  | Trasandino        | 2 - 1 | Ñublense B            |  | Regional de Los Andes    | Cristián Pavez     | 23 de febrero | 17:30 |
|  | Iberia            | 1 - 0 | Deportes Puerto Montt |  | Municipal de Los Ángeles | Marcelo Sáez       | 23 de febrero | 20:00 |
|  | Unión Española B  | 1 - 1 | Deportes Temuco       |  | Santa Laura              | Francisco Gilabert | 24 de febrero | 12:30 |
|  | Deportes Linares  | 2 - 0 | Deportes Valdivia     |  | Fiscal de Linares        | Felipe González    | 24 de febrero | 18:00 |

|  | Ñublense B            | 0 - 3                                                                                                   | Deportes Linares  |  | Monumental Arístides Bahamondes | Héctor Jona        | 27 de febrero | 16:00 |
|  | Unión Española B      | 2 - 3                                                                                                   | Iberia            |  | Santa Laura                     | José Cabero        | 27 de febrero | 17:00 |
|  | Colo-Colo B           | 5 - 3 (enlace roto disponible en Internet Archive; véase el historial, la primera versión y la última). | San Antonio Unido |  | Monumental                      | Marcelo Ponce      | 27 de febrero | 17:30 |
|  | Deportes Valdivia     | 0 - 0                                                                                                   | Trasandino        |  | Parque Municipal                | David Figueroa     | 27 de febrero | 19:30 |
|  | Deportes Melipilla    | 1 - 3                                                                                                   | Deportes Temuco   |  | Roberto Bravo Santibáñez        | Francisco Gilabert | 27 de febrero | 20:00 |
|  | Deportes Puerto Montt | 0 - 1                                                                                                   | Audax Italiano B  |  | Chinquihue                      | Felipe González    | 28 de febrero | 20:00 |

|  | Deportes Valdivia     | 3 - 1                                                                                                   | Audax Italiano B  |  | Parque Municipal                | Cristián Pavez     | 2 de marzo | 18:00 |
|  | Deportes Melipilla    | 0 - 0                                                                                                   | Iberia            |  | Roberto Bravo Santibáñez        | Héctor Jona        | 2 de marzo | 20:00 |
|  | Deportes Puerto Montt | 0 - 0                                                                                                   | Trasandino        |  | Chinquihue                      | Marcelo Ponce      | 3 de marzo | 12:30 |
|  | Deportes Linares      | 1 - 3                                                                                                   | Colo-Colo B       |  | Fiscal de Linares               | Marcelo Sáez       | 3 de marzo | 16:00 |
|  | Ñublense B            | 3 - 0 (enlace roto disponible en Internet Archive; véase el historial, la primera versión y la última). | Unión Española B  |  | Monumental Arístides Bahamondes | Francisco Gilabert | 4 de marzo | 16:00 |
|  | Deportes Temuco       | 1 - 0                                                                                                   | San Antonio Unido |  | Germán Becker                   | David Figueroa     | 4 de marzo | 20:15 |

|  | Trasandino        | 1 - 0 | Unión Española B      |  | Regional de Los Andes    | Felipe González    | 7 de marzo  | 20:00 |
|  | Audax Italiano B  | 1 - 2 | Deportes Melipilla    |  | Municipal de La Florida  | Marcelo Ponce      | 8 de marzo  | 18:30 |
|  | Iberia            | 3 - 0 | Ñublense B            |  | Municipal de Los Ángeles | David Figueroa     | 9 de marzo  | 20:30 |
|  | San Antonio Unido | 1 - 0 | Deportes Valdivia     |  | Municipal de El Quisco   | Francisco Gilabert | 10 de marzo | 17:30 |
|  | Colo-Colo B       | 3 - 2 | Deportes Puerto Montt |  | Monumental               | Cristián Pavez     | 10 de marzo | 17:30 |
|  | Deportes Temuco   | 1 - 0 | Deportes Linares      |  | Germán Becker            | José Cabero        | 10 de marzo | 17:30 |

|  | Unión Española B   | 3 - 2 | Audax Italiano B      |  | Santa Laura                     | Héctor Jona        | 12 de marzo | 17:00 |
|  | Deportes Linares   | 1 - 2 | Iberia                |  | Fiscal de Linares               | Francisco Gilabert | 13 de marzo | 16:00 |
|  | Ñublense B         | 2 - 3 | Deportes Temuco       |  | Monumental Arístides Bahamondes | Marcelo Sáez       | 13 de marzo | 16:00 |
|  | Colo-Colo B        | 1 - 0 | Deportes Valdivia     |  | Monumental                      | Felipe González    | 13 de marzo | 17:00 |
|  | San Antonio Unido  | 0 - 2 | Deportes Puerto Montt |  | Municipal de El Quisco          | David Figueroa     | 13 de marzo | 20:00 |
|  | Deportes Melipilla | 1 - 3 | Trasandino            |  | Roberto Bravo Santibáñez        | José Cabero        | 13 de marzo | 20:00 |

|  | Deportes Puerto Montt | 3 - 0                                                                                                   | Deportes Melipilla |  | Chinquihue                      | Rodolfo Salas  | 17 de marzo | 12:30 |
|  | Deportes Linares      | 0 - 1                                                                                                   | Trasandino         |  | Fiscal de Linares               | Cristián Pavez | 17 de marzo | 16:00 |
|  | Deportes Temuco       | 1 - 0                                                                                                   | Colo-Colo B        |  | Germán Becker                   | Marcelo Ponce  | 17 de marzo | 17:30 |
|  | Iberia                | 1 - 0                                                                                                   | San Antonio Unido  |  | Municipal de Los Ángeles        | Marcelo Sáez   | 17 de marzo | 18:00 |
|  | Deportes Valdivia     | 0 - 0                                                                                                   | Unión Española B   |  | Parque Municipal                | José Cabero    | 17 de marzo | 18:00 |
|  | Ñublense B            | 4 - 3 (enlace roto disponible en Internet Archive; véase el historial, la primera versión y la última). | Audax Italiano B   |  | Monumental Arístides Bahamondes | Héctor Jona    | 18 de marzo | 16:00 |

|  | Colo-Colo B           | 2 - 0 | Ñublense B         |  | Monumental              | Francisco Gilabert | 20 de marzo | 17:00 |
|  | Deportes Valdivia     | 4 - 2 | Deportes Melipilla |  | Parque Municipal        | Marcelo Sáez       | 20 de marzo | 19:30 |
|  | San Antonio Unido     | 2 - 1 | Deportes Linares   |  | Municipal de El Quisco  | Felipe González    | 20 de marzo | 19:30 |
|  | Deportes Puerto Montt | 3 - 0 | Unión Española B   |  | Chinquihue              | David Figueroa     | 20 de marzo | 20:00 |
|  | Audax Italiano B      | 3 - 0 | Iberia             |  | Municipal de La Florida | Rodolfo Salas      | 21 de marzo | 18:00 |
|  | Trasandino            | 4 - 3 | Deportes Temuco    |  | Regional de Los Andes   | Francisco Gilabert | 27 de marzo | 20:00 |

|  | Deportes Melipilla | 3 - 2 | Colo-Colo B           |  | Roberto Bravo Santibáñez        | José Cabero        | 23 de marzo | 20:00 |
|  | Unión Española B   | 0 - 3 | San Antonio Unido     |  | Santa Laura                     | Héctor Jona        | 24 de marzo | 12:00 |
|  | Deportes Linares   | 1 - 1 | Deportes Puerto Montt |  | Fiscal de Linares               | Francisco Gilabert | 24 de marzo | 17:00 |
|  | Trasandino         | 1 - 2 | Iberia                |  | Regional de Los Andes           | Marcelo Ponce      | 24 de marzo | 18:00 |
|  | Audax Italiano B   | 4 - 0 | Deportes Temuco       |  | Municipal de La Florida         | Cristián Pavez     | 24 de marzo | 18:00 |
|  | Ñublense B         | 0 - 1 | Deportes Valdivia     |  | Monumental Arístides Bahamondes | Rodolfo Salas      | 25 de marzo | 16:00 |

|  | Unión Española B      | 2 - 2 | Deportes Melipilla |  | Santa Laura              | Felipe González | 30 de marzo | 14:30 |
|  | San Antonio Unido     | 4 - 2 | Trasandino         |  | Municipal de El Quisco   | Cristián Pavez  | 30 de marzo | 20:00 |
|  | Deportes Puerto Montt | 1 - 0 | Ñublense B         |  | Chinquihue               | Marcelo Sáez    | 31 de marzo | 12:30 |
|  | Iberia                | 2 - 1 | Colo-Colo B        |  | Municipal de Los Ángeles | David Figueroa  | 31 de marzo | 16:00 |
|  | Deportes Linares      | 3 - 4 | Audax Italiano B   |  | Fiscal de Linares        | Rodolfo Salas   | 31 de marzo | 17:00 |
|  | Deportes Temuco       | 3 - 1 | Deportes Valdivia  |  | Germán Becker            | Héctor Jona     | 31 de marzo | 19:00 |

|  | Ñublense B         | 2 - 1 | San Antonio Unido     |  | Monumental Arístides Bahamondes | David Figueroa     | 3 de abril | 15:30 |
|  | Audax Italiano B   | 2 - 1 | Trasandino            |  | Municipal de La Florida         | Marcelo Sáez       | 3 de abril | 16:00 |
|  | Colo-Colo B        | 4 - 1 | Unión Española B      |  | Monumental                      | Francisco Gilabert | 3 de abril | 16:00 |
|  | Deportes Melipilla | 1 - 5 | Deportes Linares      |  | Roberto Bravo Santibáñez        | Cristián Pavez     | 3 de abril | 19:30 |
|  | Deportes Valdivia  | 1 - 2 | Iberia                |  | Parque Municipal                | Felipe González    | 3 de abril | 19:30 |
|  | Deportes Temuco    | 1 - 0 | Deportes Puerto Montt |  | Germán Becker                   | José Cabero        | 3 de abril | 19:30 |

|  | San Antonio Unido  | 1 - 1 | Audax Italiano B      |  | Municipal de El Quisco   | Héctor Jona    | 6 de abril | 19:30 |
|  | Deportes Melipilla | 2 - 3 | Ñublense B            |  | Roberto Bravo Santibáñez | Rodolfo Salas  | 6 de abril | 19:30 |
|  | Unión Española B   | 4 - 2 | Deportes Linares      |  | Santa Laura              | Marcelo Ponce  | 7 de abril | 12:00 |
|  | Trasandino         | 2 - 1 | Colo-Colo B           |  | Regional de Los Andes    | José Cabero    | 7 de abril | 16:00 |
|  | Iberia             | 2 - 0 | Deportes Temuco       |  | Municipal de Los Ángeles | Cristián Pavez | 7 de abril | 17:00 |
|  | Deportes Valdivia  | 1 - 2 | Deportes Puerto Montt |  | Parque Municipal         | David Figueroa | 7 de abril | 18:00 |

### Segunda rueda
|  | Ñublense B            | 1 - 3 | Trasandino        |  | Monumental Arístides Bahamondes | David Figueroa     | 12 de abril | 15:30 |
|  | Deportes Valdivia     | 1 - 0 | Deportes Linares  |  | Parque Municipal                | Francisco Gilabert | 13 de abril | 18:00 |
|  | Deportes Puerto Montt | 2 - 2 | Iberia            |  | Chinquihue                      | Marcelo Sáez       | 13 de abril | 19:00 |
|  | Deportes Melipilla    | 1 - 2 | San Antonio Unido |  | Roberto Bravo Santibáñez        | Marcelo Ponce      | 14 de abril | 16:00 |
|  | Colo-Colo B           | 0 - 2 | Audax Italiano B  |  | Monumental                      | Rodolfo Salas      | 14 de abril | 16:00 |
|  | Deportes Temuco       | 6 - 2 | Unión Española B  |  | Germán Becker                   | Felipe González    | 14 de abril | 17:00 |

|  | Audax Italiano B  | 2 - 1 | Deportes Puerto Montt |  | Municipal de La Florida  | Marcelo Ponce      | 17 de abril | 16:00 |
|  | Deportes Linares  | 5 - 4 | Ñublense B            |  | Fiscal de Linares        | José Cabero        | 17 de abril | 17:00 |
|  | San Antonio Unido | 1 - 0 | Colo-Colo B           |  | Municipal de El Quisco   | Cristián Pavez     | 17 de abril | 19:30 |
|  | Deportes Temuco   | 2 - 0 | Deportes Melipilla    |  | Germán Becker            | Francisco Gilabert | 17 de abril | 19:30 |
|  | Trasandino        | 2 - 1 | Deportes Valdivia     |  | Regional de Los Andes    | Héctor Jona        | 17 de abril | 19:30 |
|  | Iberia            | 4 - 1 | Unión Española B      |  | Municipal de Los Ángeles | Rodolfo Salas      | 17 de abril | 20:00 |

|  | Iberia            | 1 - 1 | Deportes Melipilla    |  | Municipal de Los Ángeles | David Figueroa     | 20 de abril | 16:00 |
|  | Trasandino        | 2 - 1 | Deportes Puerto Montt |  | Regional de Los Andes    | José Cabero        | 20 de abril | 16:00 |
|  | Audax Italiano B  | 4 - 0 | Deportes Valdivia     |  | Municipal de La Florida  | Cristián Pavez     | 20 de abril | 16:00 |
|  | Unión Española B  | 1 - 1 | Ñublense B            |  | Santa Laura              | Francisco Gilabert | 21 de abril | 12:00 |
|  | Colo-Colo B       | 1 - 2 | Deportes Linares      |  | Monumental               | Felipe González    | 21 de abril | 13:15 |
|  | San Antonio Unido | 0 - 1 | Deportes Temuco       |  | Municipal de El Quisco   | Héctor Jona        | 21 de abril | 16:00 |

|  | Unión Española B      | 1 - 1 | Trasandino        |  | Municipal de Peñalolén          | Cristián Pavez     | 24 de abril | 12:00 |
|  | Ñublense B            | 0 - 5 | Iberia            |  | Monumental Arístides Bahamondes | Felipe González    | 24 de abril | 15:30 |
|  | Deportes Linares      | 2 - 2 | Deportes Temuco   |  | Fiscal de Linares               | Rodolfo Salas      | 24 de abril | 19:00 |
|  | Deportes Puerto Montt | 1 - 3 | Colo-Colo B       |  | Chinquihue                      | Francisco Gilabert | 24 de abril | 19:30 |
|  | Deportes Melipilla    | 2 - 2 | Audax Italiano B  |  | Roberto Bravo Santibáñez        | José Cabero        | 24 de abril | 19:30 |
|  | Deportes Valdivia     | 1 - 1 | San Antonio Unido |  | Parque Municipal                | Marcelo Sáez       | 24 de abril | 19:30 |

|  | Deportes Puerto Montt | 1 - 1 | San Antonio Unido  |  | Chinquihue               | Marcelo Ponce      | 27 de abril | 19:00 |
|  | Audax Italiano B      | 3 - 1 | Unión Española B   |  | Municipal de La Florida  | Héctor Jona        | 27 de abril | 19:30 |
|  | Trasandino            | 2 - 2 | Deportes Melipilla |  | Regional de Los Andes    | Felipe González    | 28 de abril | 15:30 |
|  | Deportes Temuco       | 7 - 0 | Ñublense B         |  | Pueblo Nuevo             | Marcelo Sáez       | 28 de abril | 15:30 |
|  | Deportes Valdivia     | 1 - 0 | Colo-Colo B        |  | Parque Municipal         | David Figueroa     | 28 de abril | 16:00 |
|  | Iberia                | 1 - 0 | Deportes Linares   |  | Municipal de Los Ángeles | Francisco Gilabert | 28 de abril | 16:00 |

|  | Colo-Colo B        | 0 - 2 | Deportes Temuco       |  | Monumental                   | Felipe González    | 4 de mayo | 15:30 |
|  | Trasandino         | 2 - 0 | Deportes Linares      |  | Regional de Los Andes        | Héctor Jona        | 4 de mayo | 15:30 |
|  | Audax Italiano B   | 2 - 1 | Ñublense B            |  | Municipal de La Florida      | Francisco Gilabert | 4 de mayo | 16:00 |
|  | San Antonio Unido  | 3 - 1 | Iberia                |  | Olegario Henríquez Escalante | José Cabero        | 4 de mayo | 16:00 |
|  | Deportes Melipilla | 1 - 4 | Deportes Puerto Montt |  | Roberto Bravo Santibáñez     | Cristián Pavez     | 4 de mayo | 19:30 |
|  | Unión Española B   | 0 - 2 | Deportes Valdivia     |  | Municipal de Peñalolén       | Rodolfo Salas      | 5 de mayo | 12:00 |

|  | Unión Española B   | 3 - 1 | Deportes Puerto Montt |  | Municipal de Peñalolén          | Marcelo Sáez    | 8 de mayo | 12:00 |
|  | Ñublense B         | 1 - 2 | Colo-Colo B           |  | Monumental Arístides Bahamondes | José Cabero     | 8 de mayo | 15:30 |
|  | Deportes Linares   | 2 - 1 | San Antonio Unido     |  | Fiscal de Linares               | Rodolfo Salas   | 8 de mayo | 18:00 |
|  | Deportes Melipilla | 1 - 5 | Deportes Valdivia     |  | Roberto Bravo Santibáñez        | Marcelo Ponce   | 8 de mayo | 19:00 |
|  | Iberia             | 0 - 1 | Audax Italiano B      |  | Municipal de Los Ángeles        | Felipe González | 9 de mayo | 19:45 |
|  | Deportes Temuco    | 0 - 1 | Trasandino            |  | Germán Becker                   | David Figueroa  | 9 de mayo | 19:45 |

|  | Deportes Puerto Montt | 3 - 1 | Deportes Linares   |  | Chinquihue               | Marcelo Ponce      | 12 de mayo | 12:30 |
|  | Deportes Temuco       | 4 - 5 | Audax Italiano B   |  | Germán Becker            | Francisco Gilabert | 12 de mayo | 15:30 |
|  | Deportes Valdivia     | 1 - 1 | Ñublense B         |  | Parque Municipal         | Felipe González    | 12 de mayo | 15:30 |
|  | San Antonio Unido     | 3 - 0 | Unión Española B   |  | Municipal de El Quisco   | Cristián Pavez     | 12 de mayo | 16:00 |
|  | Iberia                | 0 - 2 | Trasandino         |  | Municipal de Los Ángeles | Héctor Jona        | 12 de mayo | 17:00 |
|  | Colo-Colo B           | 2 - 1 | Deportes Melipilla |  | Monumental               | Rodolfo Salas      | 13 de mayo | 15:30 |

|  | Ñublense B         | 0 - 3 | Deportes Puerto Montt |  | Monumental Arístides Bahamondes | Rodolfo Salas      | 15 de mayo | 15:30 |
|  | Audax Italiano B   | 4 - 0 | Deportes Linares      |  | Municipal de La Florida         | Cristián Pavez     | 15 de mayo | 16:00 |
|  | Deportes Valdivia  | 1 - 3 | Deportes Temuco       |  | Parque Municipal                | Héctor Jona        | 15 de mayo | 18:30 |
|  | Trasandino         | 0 - 1 | San Antonio Unido     |  | Regional de Los Andes           | José Cabero        | 15 de mayo | 19:00 |
|  | Colo-Colo B        | 1 - 3 | Iberia                |  | Monumental                      | Francisco Gilabert | 16 de mayo | 16:00 |
|  | Deportes Melipilla | 4 - 1 | Unión Española B      |  | Roberto Bravo Santibáñez        | Felipe González    | 16 de mayo | 18:30 |

|  | San Antonio Unido     | 6 - 1 | Ñublense B         |  | Olegario Henríquez Escalante | Marcelo Ponce   | 18 de mayo | 16:00 |
|  | Deportes Puerto Montt | 1 - 1 | Deportes Temuco    |  | Chinquihue                   | José Cabero     | 19 de mayo | 15:30 |
|  | Trasandino            | 3 - 2 | Audax Italiano B   |  | Regional de Los Andes        | Rodolfo Salas   | 19 de mayo | 15:30 |
|  | Deportes Linares      | 1 - 1 | Deportes Melipilla |  | Fiscal de Linares            | Marcelo Sáez    | 19 de mayo | 15:30 |
|  | Iberia                | 2 - 1 | Deportes Valdivia  |  | Municipal de Los Ángeles     | Felipe González | 19 de mayo | 15:30 |
|  | Unión Española B      | 1 - 2 | Colo-Colo B        |  | Municipal de Peñalolén       | David Figueroa  | 21 de mayo | 15:30 |

|  | Deportes Puerto Montt | 1 - 1 | Deportes Valdivia  |  | Chinquihue                      | Marcelo Sáez       | 22 de mayo | 20:00 |
|  | Deportes Linares      | 3 - 0 | Unión Española B   |  | Fiscal de Linares               | Héctor Jona        | 23 de mayo | 18:00 |
|  | Ñublense B            | 4 - 1 | Deportes Melipilla |  | Monumental Arístides Bahamondes | Cristián Pavez     | 24 de mayo | 15:30 |
|  | Deportes Temuco       | 0 - 3 | Iberia             |  | Germán Becker                   | Patricio Polic     | 24 de mayo | 19:45 |
|  | Colo-Colo B           | 2 - 1 | Trasandino         |  | Monumental                      | René De la Rosa    | 24 de mayo | 19:45 |
|  | Audax Italiano B      | 2 - 2 | San Antonio Unido  |  | Municipal de La Florida         | Francisco Gilabert | 25 de mayo | 16:00 |

|                  |
| Iberia 2º Título |

## Goleadores
Fecha de actualización: 25 de mayo de 2013

Simbología:

: Goles anotados.

| Jugador            | Equipo                | Goles anotados |
| ------------------ | --------------------- | -------------- |
| Alfredo Rojas      | Iberia                | 11             |
| Gary Tello         | Deportes Melipilla    | 10             |
| Jesús Silva        | Deportes Puerto Montt | 10             |
| Patricio Salas     | Deportes Temuco       | 10             |
| Francisco Flores   | Deportes Temuco       | 10             |
| Marcelo Ibáñez     | Ñublense B            | 9              |
| Fernando Gutíerrez | Deportes Temuco       | 8              |
| Johanns Dulcien    | San Antonio Unido     | 8              |
| Luca Pontigo       | Colo-Colo B           | 8              |

## Asistencia a los estadios

### 20 partidos con mayor asistencia
| Fecha | Estadio                  | Ciudad       | Local                 | Visita                | Público |
| ----- | ------------------------ | ------------ | --------------------- | --------------------- | ------- |
| 22    | Germán Becker            | Temuco       | Deportes Temuco       | Iberia                | 9.584   |
| 6     | Germán Becker            | Temuco       | Deportes Temuco       | Colo-Colo B           | 5.633   |
| 4     | Germán Becker            | Temuco       | Deportes Temuco       | Deportes Linares      | 5.000   |
| 9     | Germán Becker            | Temuco       | Deportes Temuco       | Deportes Valdivia     | 2.500   |
| 9     | Municipal de Los Ángeles | Los Ángeles  | Iberia                | Colo-Colo B           | 2.210   |
| 11    | Municipal de Los Ángeles | Los Ángeles  | Iberia                | Deportes Temuco       | 2.033   |
| 10    | Germán Becker            | Temuco       | Deportes Temuco       | Deportes Puerto Montt | 2.000   |
| 3     | Fiscal de Linares        | Linares      | Deportes Linares      | Colo-Colo B           | 1.955   |
| 9     | Regional de Chinquihue   | Puerto Montt | Deportes Puerto Montt | Ñublense B            | 1896    |
| 6     | Regional de Chinquihue   | Puerto Montt | Deportes Puerto Montt | Deportes Melipilla    | 1.839   |
| 3     | Regional de Chinquihue   | Puerto Montt | Deportes Puerto Montt | Trasandino            | 1.700   |
| 3     | Germán Becker            | Temuco       | Deportes Temuco       | San Antonio Unido     | 1.630   |
| 3     | Parque Municipal         | Valdivia     | Deportes Valdivia     | Audax Italiano B      | 1.380   |
| 1     | Regional de Los Andes    | Los Andes    | Trasandino            | Ñublense B            | 1.309   |
| 6     | Municipal de Los Ángeles | Los Ángeles  | Iberia                | San Antonio Unido     | 1.280   |
| 4     | Municipal de Los Ángeles | Los Ángeles  | Iberia                | Ñublense B            | 1.215   |
| 2     | Parque Municipal         | Valdivia     | Deportes Valdivia     | Trasandino            | 1.200   |
| 7     | Regional de Chinquihue   | Puerto Montt | Deportes Puerto Montt | Unión Española B      | 1.132   |
| 1     | Municipal de Los Ángeles | Los Ángeles  | Iberia                | Puerto Montt          | 1.111   |
| 2     | Regional de Chinquihue   | Puerto Montt | Deportes Puerto Montt | Audax Italiano B      | 1.104   |
| 11    | Parque Municipal         | Valdivia     | Deportes Valdivia     | Deportes Puerto Montt | 1.082   |

*Nota: Todos los números según Plan Estadio Seguro  (enlace roto disponible en Internet Archive; véase el historial, la primera versión y la última)..